# Província de Santa Cruz
Santa Cruz (en el text de la Constitució provincial: Província de Santa Cruz) és una de les vint-i-tres províncies que hi ha a la República Argentina. Alhora, és un dels vint-i-quatre estats autogovernats o jurisdiccions de primer ordrei un dels vint-i-quatre districtes electorals que conformen el país legislatius nacionals. La seva capital i ciutat més poblada és Río Gallegos.
Limita al nord amb Chubut i a l'est amb l'oceà Atlàntic, i al sud i oest amb la Regió d'Aysén i amb la Regió de Magallanes i de l'Antàrtica Xilena, a Xile.
La província està organitzada en 7 departaments:
- Corpen Aike (Puerto Santa Cruz).
- Deseado (Puerto Deseado).
- Güer Aike (Río Gallegos).
- Lago Argentino (El Calafate).
- Lago Buenos Aires (Perito Moreno).
- Magallanes (Puerto San Julián).
- Río Chico (Gobernador Gregores).